# Agne Iwarsson
Agne Bertil Iwarsson, född 9 maj 1918 i Örebro, död 6 december 1972 i Västerleds församling, Stockholms län, var en svensk väg- och vattenbyggnadsingenjör. 
Iwarsson, som var son till köpman Iwar Janson och Agnes Olson, utexaminerades från Chalmers tekniska högskola 1943 och diplomerades från Handelshögskolan i Göteborg 1947. Han var direktörsassistent vid AB Geveko i Göteborg 1943–1946, byggnadschef vid Bolidens Gruv AB 1947–1955, anläggningschef vid AB Volvo i Göteborg 1955–1957, byggnadschef vid SAS 1957–1962 samt var konsult vid Kjessler & Mannerstråle AB från 1962 och delägare i detta företag från 1964 (styrelsesuppleant från 1966). Han tjänstgjorde från 1968 som överingenjör och projektchef vid Asiatiska utvecklingsbanken i Manila och avled i Teheran under en hemresa därifrån. Agne Iwarsson är begravd på Bromma kyrkogård.